# Järnvägsolyckan i Kimstad 2010
Järnvägsolyckan i Kimstad 2010 inträffade klockan 19.39 den 12 september 2010 när ett X 2000-tåg med tågnumret resandetåg 505 kolliderade med ett arbetsfordon i samband med ett banarbete utanför Kimstad i Sverige. En person, en passagerare ombord på tåget, omkom i olyckan och nitton skadades, varav elva bedömdes ha endast lindriga skador. Det var 244 passagerare och fem järnvägsanställda inblandade i olyckan, och totalt 22 personer sökte sjukvård.

## Olycksplatsen
Tätorten Kimstad ligger i Östergötlands län. Driftplatsen Kimstad är belägen på Södra stambanan mellan Norrköping och Linköping. Vid olyckplatsen utgjordes järnvägsinfrastrukturen av en dubbelspårig, elektrifierad bana utrustad med fjärrblockering som styrs från Norrköpings driftledningscentral. Den största tillåtna hastigheten för det spår som olyckståget körde på vid olycksplatsen var 135 km/h. Ett år före olyckan uppgavs banan att trafikeras av cirka 160 persontåg och 40 godståg per vardagsdygn.

## Händelseförloppet
I september 2009 beslutades det att utföra spårbyte och vidta andra åtgärder på sträckan mellan Fiskeby och Kimstad. Den 6 september 2010 startade spårbytet och ett D-skydd togs ut på det spår där arbetena skulle ske. Resandetåg 505 avgick klockan 17.46, sex minuter försenat, från Stockholms centralstation och körde mot Norrköping där det avgick klockan 19.10, och hade försenats ytterligare 13 minuter sedan avgång från Stockholm. Klockan 17.00 på kvällen hade ett arbetslag med tre spårgående grävlastare samlats för att gå på spåret och arbeta. Två av maskinerna hade gått på spåret när man fick kännedom om att ett trasigt arbetsfordon behövde köras in till Kimstad för att växlas undan, något som innebar att grävlastarna behövde ta sig av spåret. Cirka klockan 19.30, sedan arbetsfordonet hade kommit in till Kimstad, fick arbetslaget åter tillstånd att gå spåret och tog ut ett A-skydd på det spår grävlastarna skulle gå på. Samtidigt väntade resandetåg 505 i Fiskeby där det mötte tre tåg i motsatt riktning innan det fick köra igen.
Cirka klockan 19.30, sedan spårfordonet hade kommit in till Kimstad, gick grävlastarna på spåret igen. Då det hade kommit en regnskur strax före var det blött överallt, till och med på rälen och grävlastarens hjul. När den tredje grävlastaren gick på spåret sänkte föraren ned de bakre spårföljarhjulen och justerade sedan maskinens framända och därpå gled maskinens främre gummihjul av rälsen och hela framändan vred mot det spår där X 2000-tåget körde. För att få bättre sikt på rälerna i syfte att åter gå på spåret lyftes grävlastarens frontskopa cirka 1,5 meter. Kort därefter kom tåg 505 körande i 129 km/t och krockade med grävlastarens frontskopa.
Grävlastarens skopa trängde sig cirka 750 millimeter in i och rev upp det ledande fordonet i tåget, drivenheten X2K 2043, som tillsammans med tågets andra personvagn skadades allvarligast. Efter att träffat drivenhetens bakgavel snurrade grävlastaren runt så att grävarmen, som monterades till maskinens baksida, träffade tågets andra vagn. Den första vagnen efter drivenheten, som inte var upplåten för resande vid tiden, fick skador på dörrarna och några fönster. Nästa vagn, UA2K 2753, fick stora skador i olyckan då vagnen revs delvis upp och vagnskorgen trycktes in. Inne i vagnen hade några stolar lossnat under olyckan och det var i denna vagn som den omkomna reste. Den tredje personvagnen blev intryckt av grävlastaren och kraften som uppstod vid sammanstötningen fick en axel att spåra ur, axeln kom senare att i spår igen utan att hela tåget spårade ur eller välte. Resterande vagnar i tågsättet fick olika skador som huvudsakligen bestod av revor, demolerade dörrar och krossade fönster.

## Räddningsinsatsen
Minuten efter olyckan kom det första larmet om olyckan till SOS Alarm i Norrköping och efter medlyssning av Räddningstjänsten larmades enheter ut till olycksplatsen klockan 19.42. I början trodde man att olyckan handlade om en person som blivit påkörd, men när det blev uppenbart att det handlade om en grävlastare som rivit upp ett persontåg larmades flera enheter ut. En minut efter att den första bilen från Räddningstjänsten larmats ut till olyckan larmades den första ambulansen till olycksplatsen och två minuter senare larmades ytterligare två ambulanser ut. Information om olyckan kom till länskommunikationscentralen klockan 19.44 från SOS Alarm och gick ut på att en person hade blivit påkörd vid järnvägsstationen i Kimstad. Till följd av detta larmades polis som befann sig nära olycksplatsen ut, och allteftersom mer information om olyckan blev tillgänglig larmades ytterligare patruller. Klockan 20.00 hade fem polispatruller anlänt platsen och en bil från räddningstjänsten.
Av de 244 passagerarna som var med ombord på tåget fick 18 föras till sjukhus varav en 24-årig kvinna omkom. Även traktorföraren fick föras till sjukhus.

## Störningar i tågtrafiken
Olyckan inträffade på Södra stambanan och under själva räddningsarbetet leddes all tågtrafik till/från Malmö om via Godsstråket genom Bergslagen på sträckan Mjölby och Hallsberg och därefter Västra stambanan till Stockholm. Två dagar efter olyckan öppnades banan igen men med kraftigt nedsatt hastighet.

## Efterspel
Exakt hur olyckan inträffade visste man inte då i samband med olyckan. Spekulationer om att tåget ska har kört för fort tillbakavisades av bland annat Trafikverket eftersom ATC-systemet då automatiskt skulle ha bromsat tåget och det var inget fel på just säkerhetssystemet den aktuella dagen. Statens haverikommission inledde sent samma kväll en utredning och de första undersökningarna lades fram dagen därpå, men den slutgiltiga rapporten skulle komma senast inom ett år. Även Trafikverket och räddningstjänsten inledde varsin utredning med anledning av olyckan. Trafikverkets utredning blev färdig i mitten av februari 2011. Trafikverkets slutsats är att utbildningen måste höjas vid banarbeten, liksom skyddsnivån. 

### Tåget
Det skadade tågsättet bestod av X2K 2043 + UA2K 2740 + UA2K 2753 + UB2K 2874 + URB2K 2617 + UB2K 2859 + UB2XK 2533. Tåget var på väg från Stockholm mot Malmö.